# Abderrahmane Djalti
Pour les articles homonymes, voir Djalti.
Abderahmane Djalti (en arabe : عبد الرحمان جالطي), né le 6 juillet 1958 à Birkhadem (Alger), est un acteur, chanteur et interprète algérien principalement de musique raï. il est connu pour avoir joué dans le film musical algérien Mélodie de l'espoir, sorti en 1992, réalisé par le Djamel Fezzaz.

## Filmographie

### Cinéma
- 1992 : Mélodie de l'espoir de Djamel Fezzaz : Abderrahmane

## Style de musique
Musique rai principalement.